# Anton van Hooff
Antonius Jacobus Leonardus (Anton) van Hooff (Den Haag, 1943) is een Nederlands oudhistoricus en auteur. Van 2009 tot 2015 was hij voorzitter van vrijdenkersvereniging De Vrije Gedachte.
In 1971 promoveerde Van Hooff met de dissertatie Pax romana: een studie van het Romeinse imperialisme. Van Hooff was tot 2008 als hoofddocent oude geschiedenis verbonden aan de Radboud Universiteit Nijmegen. Hij is gespecialiseerd in de klassieke oudheid. Hij publiceert regelmatig in diverse kranten en tijdschriften. Van zijn hand verschenen onder andere de boeken Nero & Seneca, Athene en Marcus Aurelius.
Van Hooff is een bekende en omstreden columnist die scherpe en provocerende stukken schrijft bij onder meer De Gelderlander. In 2002 klaagde zijn bijna-naamgenoot Antoon van Hooff, directeur van Burgers Zoo in Arnhem, over het feit dat hij regelmatig werd verward met Anton van Hooff, waardoor Antoon van Hooff vaak verkeerd geadresseerde replieken, beledigingen en bedreigingen ontving.
Van Hooff is republikein en was lid van het Republikeins Genootschap. Op 3 december 2014 hield Van Hooff de eerste Hans van den Bergh-lezing van het Nieuw Republikeins Genootschap in De Balie.

## Boeken
- Zelfdoding in de antieke wereld (1990)/From Autothanasia to Suicide. Self-killing in Classical Antiquity (1990)
- De vonk van Spartacus: het voortleven van een antieke rebel (1993)
- Nero & Seneca. De despoot en de denker (2010)
- Athene. Het leven van de eerste democratie  (2011)
- Marcus Aurelius. De keizer-filosoof (2012)
- Klassiek. Geschiedenis van de Grieks-Romeinse wereld (2013)
- Keizers van het Colosseum. Vespasianus, Titus en Domitianus (2014)
- Sterven in stijl. Leven met de dood in de klassieke oudheid (2015)
- Het Plakkaat van Verlatinge (2018)